# Czapla białoskrzydła
Czapla białoskrzydła (Ardeola bacchus) – gatunek migrującego ptaka z rodziny czaplowatych (Ardeidae). Występuje w Azji Wschodniej i Południowo-Wschodniej. Nie jest zagrożony.

## Systematyka
Gatunek ten po raz pierwszy naukowo opisał w 1855 roku Karol Lucjan Bonaparte, nadając mu nazwę Buphus bacchus. Jako miejsce typowe autor wskazał Półwysep Malajski. Obecnie gatunek umieszczany jest w rodzaju Ardeola (rodzaj Buphus nie jest już uznawany). Nie wyróżnia się podgatunków.

## Morfologia

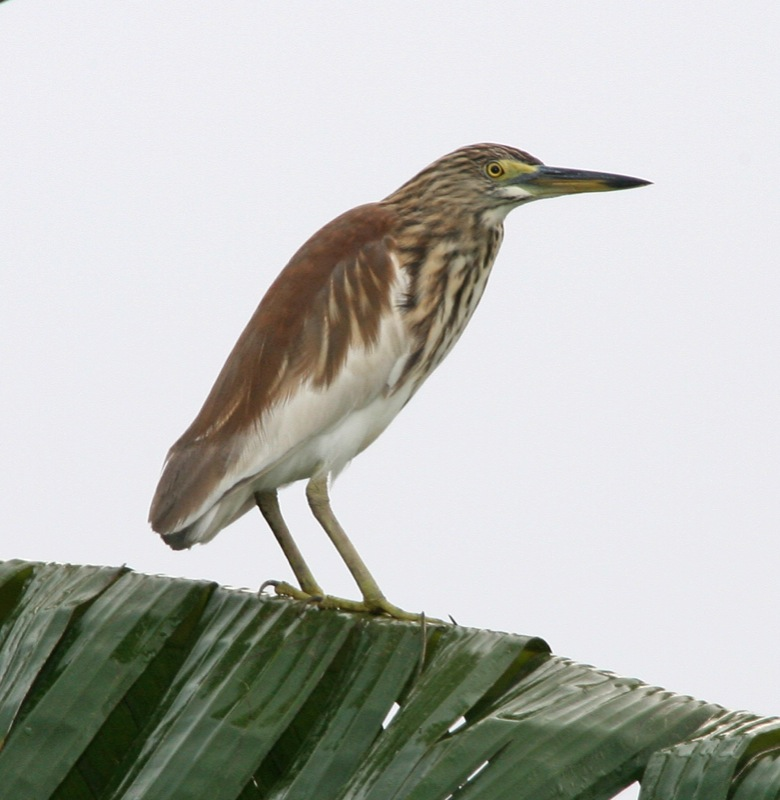
Czapla białoskrzydła w szacie spoczynkowej (zimowej)

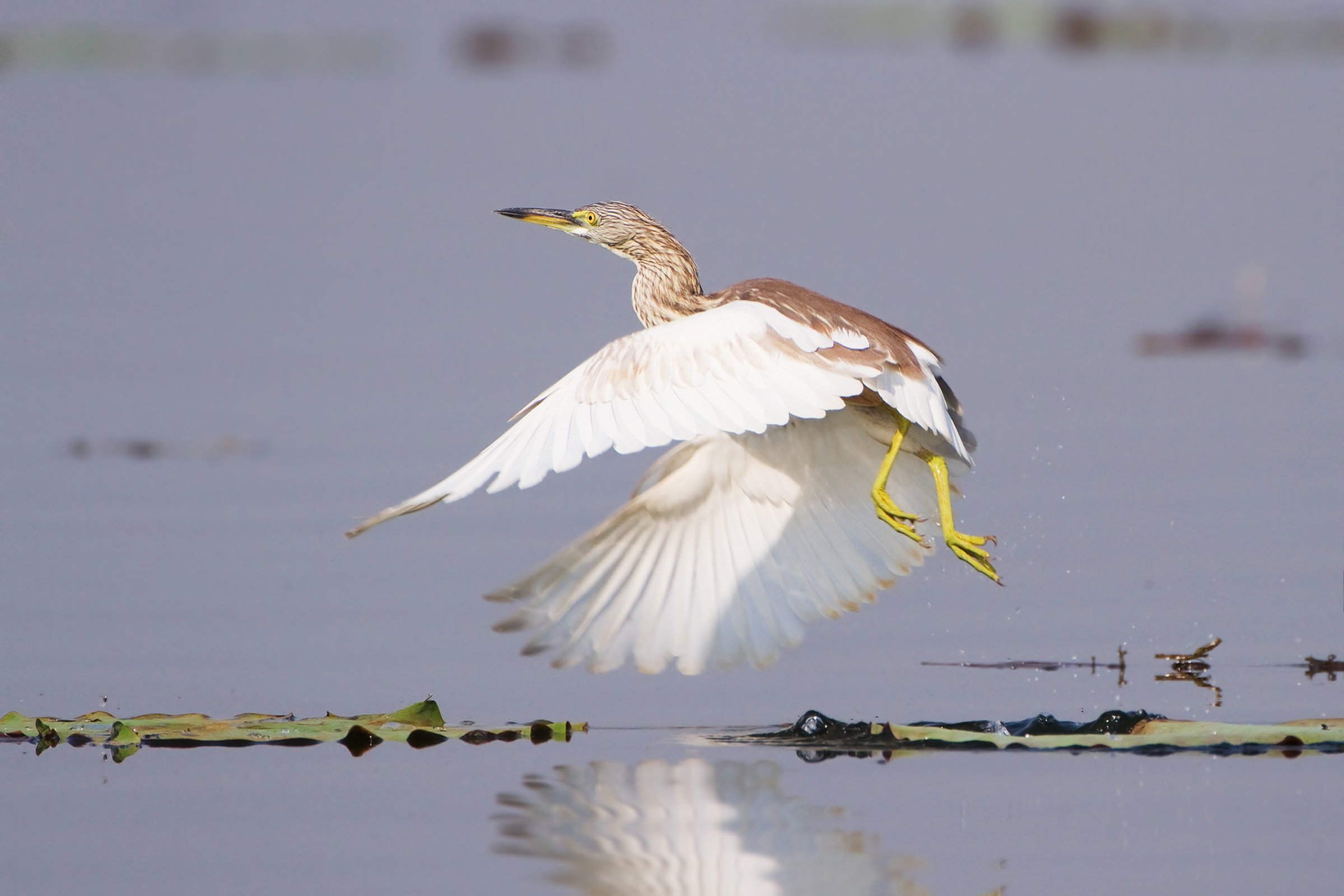
Osobnik w szacie spoczynkowej wzbijający się do lotu

Długość ciała ok. 42–52 cm; masa ciała 280–332 g; rozpiętość skrzydeł 75–90 cm. Charakterystyczne białe skrzydła, żółty dziób z czarną końcówką, zielone oczy i nogi. W szacie godowej upierzenie biało-czerwono-niebieskie, a w szacie spoczynkowej szaro-brązowe.

## Występowanie
Występuje na płytkich i słonych mokradłach i zbiornikach wodnych subtropikalnej wschodniej Azji, głównie w Chinach i Japonii. Jego areał osobniczy koncentruje się na nizinach, ograniczają go subarktyczne regiony na północy oraz góry na zachodzie i południu. Normalny lęg to 3–6 niebiesko-zielonych jaj. Część populacji zamieszkująca południowe rejony zasięgu letniego jest osiadła bądź przemieszcza się na niewielkie odległości; pozostała część zimuje na Andamanach, Półwyspie Malajskim, w Indochinach, na Borneo i Sumatrze oraz dalej na północny wschód aż po archipelag Riukiu.

## Pożywienie
Żywi się różnego typu rybami, skorupiakami i owadami.

## Status
Międzynarodowa Unia Ochrony Przyrody (IUCN) uznaje czaplę białoskrzydłą za gatunek najmniejszej troski (LC – Least Concern). Liczebność populacji nie jest dokładnie znana; w 2006 roku organizacja Wetlands International zgrubnie szacowała, że mieści się ona w przedziale 25 000 – 1 000 000 osobników. Ze względu na brak dowodów na spadki liczebności bądź istotne zagrożenia dla gatunku, BirdLife International uznaje trend liczebności populacji za stabilny.